# Музикотерапия
Музикалната терапия представлява използването на музика за подобряване на здравето или функционалните резултати предимно за психични заболявания.
Музиката е един универсален език, който влияе по уникален начин на мозъка като стимулира множество зони, разположени и в двете полукълба. Точно поради тази причини, музиката може да се използва като съпътстващ терапевтичен метод.
Музикотерапията е широко разпространена в целия свят, като тя цели да подпомага основната терапия на пациента. Сама по себе си музиката не може да лекува, но нейният терапевтичен ефект се състои в това, че тя може да индуцира широк спектър от емоции (радост, тревожност, страх, безпокойство)  и едновременно да възбужда големи области във всички дялове на мозъчната кора. Тя е единственият сетивен стимул, който мигновено активира целия мозък.

## История
Още от най-дълбока древност хората използват музиката, за да изразяват своите емоции. Терапевтичният ефект на музиката е засегнат и в Библията, където се казва, че цар Саул бил успокояван от арфата на Давид. Древните гърци също са познавали тези качества на музиката. Физиологичните ефекти на музиката върху човешкото тяло включват промяна на честотата на дишане и ускоряване или забавяне на сърдечния ритъм.
Музикотерапията започва да се прилага върху ветерани от Втората световна война и оттогава насам се изучават нейните свойства и тя започва да набира все повече популярност в терапевтичните кръгове.

## Приложение
Музикотерапията се прилага само от висококвалифицирани терапевти, тъй като към всеки клиент трябва да се подхожда индивидуално в зависимост от неговите ценности, средата, от която идва, неговата култура, възраст и т.н. Важно е да се установи дълбока връзка основана на доверие между терапевт и пациент, за да се извлече максимумът от потенциала, както на терапевтичния метод, така и на индивида. Музикотерапията включва различни способи, които основно се разделят на две големи групи:
- активни, при които пациентът активно участва във възпроизвеждането на музиката;
- пасивни, когато той слуша музика, подбрана специално за него от терапевтиращото лице.

Не е необходимо пациентите да имат музикални способности, за да участват активно в терапевтичния процес.
Този терапевтичен метод влияе едновременно, както на емоциите и когнитивните способности на индивида, така и на неговата невропластика. Най-често се използва при пациенти с:
- емоционални,
- социални,
- когнитивни или
- психомоторни дефицити.

Хората, които нямат конкретни медицински проблеми също се подлагат на музикотерапия, тъй като тя намалява стреса, повишава вниманието и концентрацията, чувството за ритъм и психомоториката.
В зависимост от това дали терапията се прилага само на едно лице, или на група от лица, тя може да бъде както индивидуална, така и групова. Целта при груповата терапия е да се спомогне социализирането на отделния индивид към групата и неговото приобщаване към общността (социума).
Терапията чрез музика се използва при индивиди с тревожни и депресивни разстройства. Тя също благоприятства възстановителния процес вследствие на мозъчни инсулти, черепно-мозъчни травми, както и при рехабилитацията на пациенти с Паркинсон и Алцхаймер.